# Sree Kanteeravastadion
Het Sree (Sri) Kanteerava Stadion is een multifunctioneel stadion in Bangalore, India. Het wordt meestal gebruikt voor voetbalwedstrijden. In het stadion kunnen 24.000 toeschouwers. Behalve voetbal zijn er ook faciliteiten voor andere sporten. Zo is er een klimmuur, atletiekbaan en een volleybalzaal. Het is de grootste sportaccommodatie van Bangalore en verschillende teams spelen hier wedstrijden en trainen in dit stadion. De voetbalclub Bengaluru FC bijvoorbeeld.
Op 19 oktober 2016 werd in dit stadion de halve finale van de AFC Cup 2016 gespeeld. In die halve finale speelde Bengaluru FC tegen een Maleisische club Johor Darul Ta'zim. Bangelore won met 3–1 door onder andere twee goals van Sunil Chhetri. Bij deze wedstrijd waren 21.379 toeschouwers aanwezig.